# Puntate di Passaporto per la libertà
La prima stagione della miniserie televisiva drammatica brasiliana Passaporto per la libertà (Passaporte para Liberdade), composta da 8 puntate, è andata in onda in prima visione in Brasile su TV Globo dal 20 al 30 dicembre 2021.
In Italia la stagione è andata in onda in prima serata su Canale 5 dal 24 novembre al 9 dicembre 2022: giovedì 24 novembre sono andate in onda due puntate, mentre giovedì 1º e venerdì 9 dicembre sono andate in onda tre puntate.
| n° | Titolo originale | Prima TV Brasile | Titolo italiano | Prima TV Italia  |
| -- | ---------------- | ---------------- | --------------- | ---------------- |
| 1  | Episódio 1       | 20 dicembre 2021 | Episodio 1      | 24 novembre 2022 |
| 2  | Episódio 2       | 21 dicembre 2021 | Episodio 2      | 24 novembre 2022 |
| 3  | Episódio 3       | 22 dicembre 2021 | Episodio 3      | 1º dicembre 2022 |
| 4  | Episódio 4       | 23 dicembre 2021 | Episodio 4      | 1º dicembre 2022 |
| 5  | Episódio 5       | 27 dicembre 2021 | Episodio 5      | 1º dicembre 2022 |
| 6  | Episódio 6       | 28 dicembre 2021 | Episodio 6      | 9 dicembre 2022  |
| 7  | Episódio 7       | 29 dicembre 2021 | Episodio 7      | 9 dicembre 2022  |
| 8  | Episódio 8       | 30 dicembre 2021 | Episodio 8      | 9 dicembre 2022  |

## Episodio 1
- Titolo originale: Episódio 1
- Diretto da: Jayme Monjardim
- Scritto da: Mário Teixeira, Rachel Anthony & Seani Soares

### Trama
João Guimarães Rosa viene inviato ad Amburgo e viene presentato ad Aracy de Carvalho al consolato. Aumenta la repressione degli ebrei. Vivi è molestata dai giovani nazisti, ma Zumkle li ferma.
- Ascolti Brasile: share 11,10%[7].
- Ascolti Italia: telespettatori 2 009 000 – share 11,70%[8].

## Episodio 2
- Titolo originale: Episódio 2
- Diretto da: Jayme Monjardim
- Scritto da: Mário Teixeira, Rachel Anthony & Seani Soares

### Trama
L'omicidio di un diplomatico tedesco da parte di un ebreo porta alla Notte dei cristalli. Helena cerca di convincere Vivi a spiare gli ufficiali delle SS. Rudi viene arrestato. João scopre il piano di Aracy.
- Ascolti Brasile: share 10,70%[9].
- Ascolti Italia: telespettatori 2 009 000 – share 11,70%[8].

## Episodio 3
- Titolo originale: Episódio 3
- Diretto da: Jayme Monjardim
- Scritto da: Mário Teixeira, Rachel Anthony & Seani Soares

### Trama
Zumkle promette a Vivi che libererà suo padre. Il capitano segue Aracy e scopre che sta aiutando Hugo e Margarethe. João e Aracy sono osservati da Zumkle.
- Ascolti Brasile: share 9,50%[10].
- Ascolti Italia: telespettatori 1 691 000 – share 11,60%[11].

## Episodio 4
- Titolo originale: Episódio 4
- Diretto da: Jayme Monjardim
- Scritto da: Mário Teixeira, Rachel Anthony & Seani Soares

### Trama
Zumkle approfitta dell'esproprio di imprese non ariane. Vivi decide di aiutare Helena ottenendo informazioni per la resistenza. Zumkle fa una falsa denuncia contro John.
- Ascolti Brasile: share 9,30%[12].
- Ascolti Italia: telespettatori 1 691 000 – share 11,60%[11].

## Episodio 5
- Titolo originale: Episódio 5
- Diretto da: Jayme Monjardim
- Scritto da: Mário Teixeira, Rachel Anthony & Seani Soares

### Trama
La Gestapo indaga su Hardner e John. Vivi seduce Schaffer per informazioni. Zumkle cerca di forzare un bacio ad Aracy; lei lo colpisce. Schaffer scopre che Vivi è ebrea.
- Ascolti Brasile: share 9,00%[13].
- Ascolti Italia: telespettatori 1 691 000 – share 11,60%[11].

## Episodio 6
- Titolo originale: Episódio 6
- Diretto da: Jayme Monjardim
- Scritto da: Mário Teixeira, Rachel Anthony & Seani Soares

### Trama
Rudi ed Helena partecipano a un tentativo fallito contro Goebbels presso l'ambasciata portoghese, dove si trovavano Aracy e João. Una bomba colpisce il consolato brasiliano.
- Ascolti Brasile: share 10,90%[14].
- Ascolti Italia: telespettatori 1 474 000 – share 9,60%[15].

## Episodio 7
- Titolo originale: Episódio 7
- Diretto da: Jayme Monjardim
- Scritto da: Mário Teixeira, Rachel Anthony & Seani Soares

### Trama
Amburgo è costantemente sotto attacco aereo. João aiuta il figlio di Mina, che è tornato traumatizzato dal fronte di guerra. Vivi cerca di uccidere Zumkle, ma lui la avvelena. Aracy chiede aiuto a Zumkle, che vuole qualcosa in cambio.
- Ascolti Brasile: share 10,10%[16].
- Ascolti Italia: telespettatori 1 474 000 – share 9,60%[15].

## Episodio 8
- Titolo originale: Episódio 8
- Diretto da: Jayme Monjardim
- Scritto da: Mário Teixeira, Rachel Anthony & Seani Soares

### Trama
Hardner, Aracy e João pianificano la fuga di Rudi. Zumkle è determinato a porre fine al piano e segue John. Aracy e João vengono arrestati e tornano in Brasile dopo l'esilio forzato.
- Ascolti Brasile: share 9,20%[17].
- Ascolti Italia: telespettatori 1 474 000 – share 9,60%[15].